# José María Chacón y Sánchez de Soto
José María Chacón y Sánchez de Soto o simplemente José María Chacón (Sevilla, 1747 – 1833) fue un marino español, gobernador de la Provincia de Trinidad desde 1784 hasta 1797, siendo el último en el cargo por ser ocupada la isla por fuerzas británicas.

## Biografía hasta la breve ocupación de las Bahamas

### Origen familiar y primeros años
José María Chacón nació en el año 1747 en la ciudad de Sevilla, dentro del reino homónimo de los cuatro de Andalucía que formaban parte de la Corona española, en el seno de una familia sevillana con una profunda tradición militar y naval.
Su padre, el capitán de navío Francisco Chacón y Rodríguez de Rivera (n. Sevilla, ca. 1717), quien fuera alcalde por los hidalgos de la villa de Gines en los años 1757 y 1763, fue ministro de Marina y era un hijo del jefe de escuadra Fernando Chacón de Medina Salazar (n. ca. 1687) y de Juana Rodríguez de Rivera del Campo (n. ca. 1697). Su madre era Luisa Sánchez de Soto y Castro (n. ib., ca. 1727).
Fue hermano del teniente general de la armada española Salvador María Chacón y Sánchez de Soto (Sevilla, 1750 - Ferrol de Galicia, 19 de enero de 1832), cargo que posteriormente también ocuparía el hijo de este, José María Chacón y Sarraoa (Puerto de Santa María de Cádiz, 8 de febrero de 1782 - San Fernando de Cádiz, 1848).
Hacia 1766 José María Chacón y Sánchez de Soto inició en la ciudad de Granada sus estudios de Derecho pero los abandonó para enrolarse en la Real Armada Española en el año 1768.

### Carrera militar en Europa y América española
En los buques de la armada pasó a la península itálica en donde obtuvo plaza de guardiamarina en 1770, ascendiendo en el escalafón hasta el grado de teniente de navío.
Con dicho rango navegó por el mar Mediterráneo, cruzó el océano Atlántico y pasó a la América española donde estuvo al mando del navío San Pío que actuó bajo las órdenes del brigadier José Solano y Bote, marqués del Socorro, durante la Guerra de Independencia de los Estados Unidos en la toma de Pensacola el 8 de mayo de 1781, acudiendo en la ayuda de Bernardo de Gálvez quien fuera gobernador de la Luisiana española, ya que con el resto de la Florida había sido ocupada por los británicos desde 1763, luego de la guerra de los Siete Años. Chacón fue comisionado para llevar la noticia a España.
También actuó junto a Juan Manuel de Cajigal y Martínez, quien fuera el capitán general de Cuba, y unos 5.000 hombres en la captura de la localidad británica de Nassau, en la isla Nueva Providencia que era la única habitada en forma permanente del archipiélago de Bahamas, ocupándola brevemente desde 1782 hasta el 17 de abril de 1783, y más tarde por sus méritos, le valieron a Chacón para ser nombrado brigadier en el mismo año y le fuera asignado el cargo de gobernador colonial de la isla Trinidad.

## Gobernador de la Provincia de Trinidad

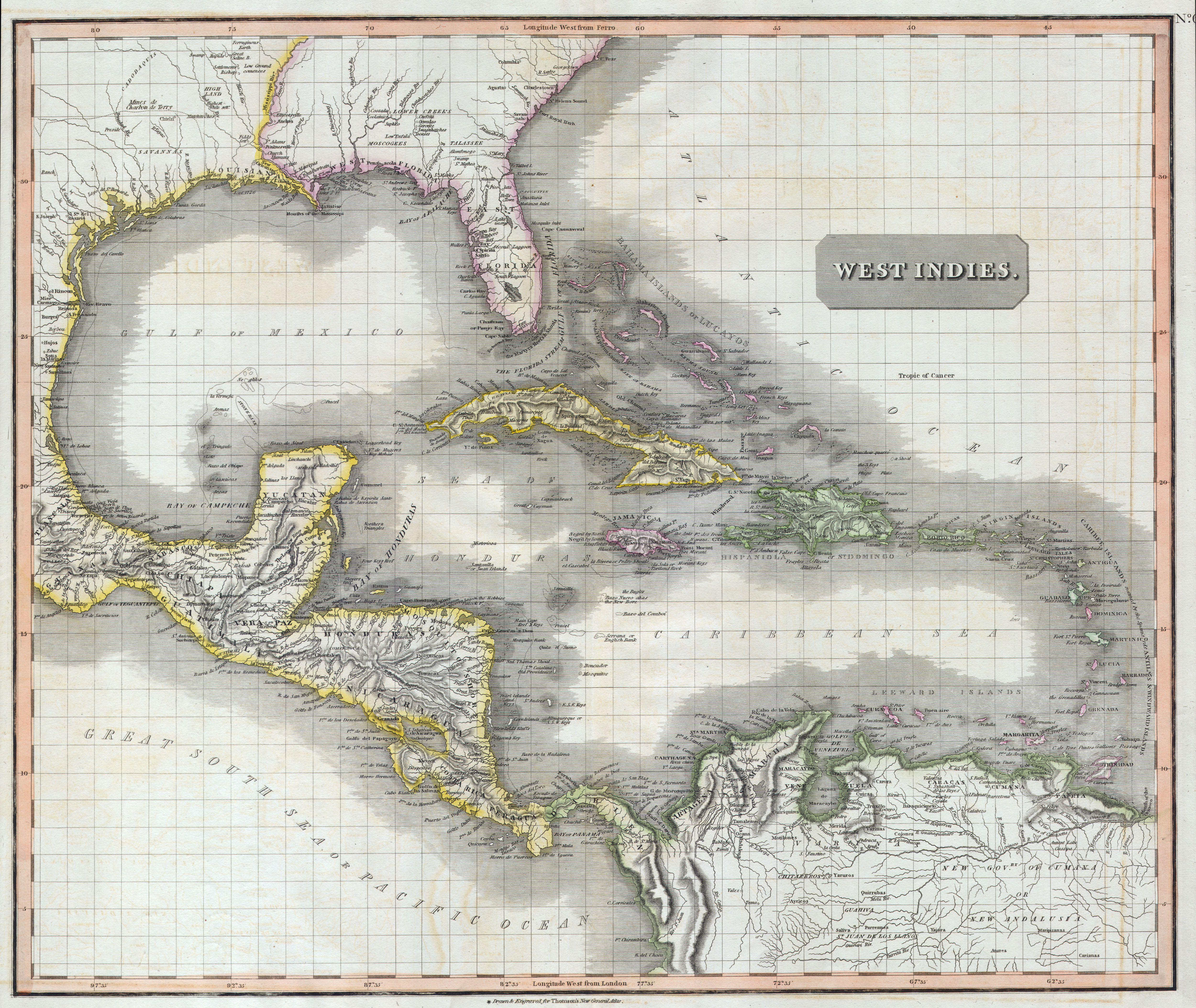
Centroamérica (en un mapa de 1814), con la costa septentrional de Sudamérica con la isla de Trinidad (en el ángulo inferior derecho del mapa) y con la región sudoriental de Norteamérica mostrando la Florida española y la parte sur de Luisiana con Pensacola.

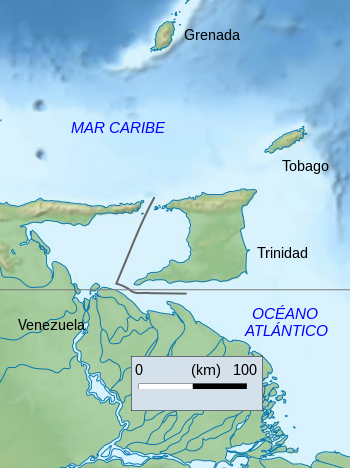
La isla Trinidad.

Previamente a ser designado como gobernador de la Provincia de Trinidad que dependía de la Capitanía General de Venezuela desde su creación en 1777, se había firmado la real cédula de población en 1783 que trajo como consecuencia una posterior inmigración a la isla, y durante la gestión del gobernador Juan Francisco Machado, en el mismo año se mudó la capital provincial desde San José de Oruña hacia Puerto España.
Al asumir José María Chacón como gobernador provincial el 1 de septiembre de 1784, se realizó en la isla Trinidad la fundación de la nueva ciudad de San Fernando. El gobernador Chacón se ocupó de incrementar su población, incentivando una mayor inmigración de franceses, consiguiendo así que los habitantes de la isla pasaran de 2.763 habitantes, en 1783, a 14.744 habitantes al término de su gobierno.
También se dedicó a fortificarla, ya que carecía de todo tipo de defensas, y con el apoyo económico que consiguió del continente hizo construir una batería al oeste de Puerto España y otra en sus inmediaciones, además de erigir un almacén de pólvora.
Como era un hombre ilustrado y benévolo logró para la isla una prosperidad brillante con el cultivo de caña de azúcar, aunque lo consiguiera también con otros cultivos como los de café, cacao, algodón e índigo pero que no pudieran preservarlos debido a los estragos de las plagas de insectos y aves autóctonas.
Hasta 1785 la Real Compañía Guipuzcoana de Caracas era quien se dedicaba a la exportación de Trinidad a la península, principalmente de cacao, pero a partir de dicha fecha, amparados en la real cédula antes citada, toda embarcación extranjera matriculada en el comercio de la isla también podía realizarlo. Dichas exportaciones pasaron a ser de mayor variedad de productos isleños, sin dejar el del cacao, como el comercio del café, algo de madera, brea, cocos y ron, y de pequeñas cantidades de algodón y azúcar.
En cuanto a la importación, solo entraban a Trinidad papel, vino de Canarias y frutos secos, y a través de la Real Compañía de Filipinas se importaban utensilios de hierro de Vizcaya e instrumentos agrícolas. Todos los productos antes citados podían ser luego exportados al resto de  Hispanoamérica al amparo de las ventajas fiscales que gozaba la isla, siendo los más requeridos el maíz y el cazabe.
Debido a la situación estratégica de la isla, manifestó en muchas ocasiones lo expuesta que se encontraba a un ataque extranjero y por ello solicitaba arduamente ayuda y refuerzos para su defensa, y fruto de su insistencia, arribó una escuadra al mando del almirante Sebastián Ruiz de Apodaca portando algunos navíos y pertrechos.
Durante la guerra anglo-española, una escuadra británica conformada por nueve navíos, tres fragatas, tres corbetas, dos bergantines y varios buques de transporte llevando unos 6.750 soldados, 35 cañones y 11 morteros, y comandada por Henry Harvey, desembarcó y atacó la isla el 18 de febrero de 1797.
Las fuerzas británicas obtuvieron de esta forma la rendición por parte del gobernador Chacón, debido a la superioridad enemiga y a la falta de pertrechos y municiones, por lo cual capituló y entregó la colonia en San José de Oruña al general Ralph Abercromby quien fuera comandante en jefe de las Indias Occidentales Británicas.

### Consecuencias de la ocupación británica
El caso fue estudiado y un tribunal militar en Cádiz lo absolvió de toda culpa por la superioridad inglesa, la escasez de medios y la falta de apoyo civil. A pesar de ello, el rey Carlos IV no aceptó la sentencia, y en 1801, José María Chacón sería desterrado y desposeído de sus cargos y bienes. Finalmente, luego del Tratado de Amiens de 1802, el Reino Unido se anexionó la isla de forma definitiva.
Con la vecina isla Tobago que también fuera arrebatada por los británicos a las Provincias Unidas de los Países Bajos en 1797 —estos la ocupaban desde 1689 cuando se la conocía entonces como Nueva Curlandia, tras comprársela al feudo polaco-lituano conocido como Ducado de Curlandia— y que también fue anexionada por dicho tratado al Reino Unido, siendo posteriormente ambas islas unidas en una sola colonia denominada Trinidad y Tobago.

### Fallecimiento
José María Chacón y Sánchez de Soto murió en el transcurso de su destierro en el año 1833.

### Homenajes
En Trinidad y Tobago se rindió homenaje a Jose Maria Chacón a través de varios medios. La flor nacional La Chaconia, también llamada la "Flor de Pascua Silvestre", recibió ese nombre en memoria de Chacón al igual que una medalla. También existe en Port of Spain una calle que lleva el nombre de Chacón